# Guli Francis-Dehqani
Gulnar Eleanor "Guli" Francis-Dehqani (nascida em 18 de junho de 1966) é uma clériga anglicana britânica nascida no Irã que se tornou bispa de Chelmsford em 2021. Ela serviu como a primeira bispa de Loughborough, a bispa sufragânea na Diocese de Leicester, de 2017 a 2021.

## Infância e educação
Guli Dehqani-Tafti nasceu em Isfahan, Irã, em 1966. Seu pai, Hassan Dehqani-Tafti (1920–2008) foi bispo anglicano no Irã de 1961 até sua aposentadoria em 1990, servindo também como bispo presidente da Igreja Episcopal em Jerusalém e no Oriente Médio, de 1976 a 1986. Sua mãe, Margaret, era filha de William Thompson (bispo no Irã, 1935–1960). Em outubro de 1979, após a Revolução Iraniana, seus pais foram atacados em uma tentativa de assassinato que deixou sua mãe ferida, e seu irmão de 24 anos, Bahram, foi assassinado por agentes do governo iraniano em maio de 1980. Quando ela tinha 14 anos, sua família foi forçada a deixar o país após a Revolução Iraniana; a família se estabeleceu em Hampshire, Inglaterra, onde Hassan permaneceu como bispo no exílio.
Ela foi educada na Clarendon School for Girls, um internato particular em Bedfordshire na época em que frequentou. Ela passou a estudar música na Universidade de Nottingham, obtendo seu BA em 1989. Em 1989, começou a trabalhar para a BBC, primeiro como gerente de estúdio na World Service Radio e, posteriormente, como produtora no Departamento Religioso de uma rádio nacional. Deixou a BBC em 1994. Estudou teologia na Universidade de Bristol, obtendo seu mestrado em 1994 e doutorado em 1999. Sua tese de doutorado foi intitulada Feminismo religioso em uma era de império: missionárias mulheres CMS no Irã, 1869–1934. De 1995 a 1998, ela treinou para ordenação no Instituto de Educação Teológica do Sudeste.

## Ministério ordenado
Francis-Dehqani foi ordenada na Igreja da Inglaterra como diácono em Michaelmas (27 de setembro) de 1998 por Tom Butler, bispo de Southwark, na Catedral de Southwark. Ela foi ordenada sacerdote na Michaelmas seguinte (2 de outubro de 1999) por Wilfred Wood, bispo de Croydon, em All Saints', Kingston-upon-Thames. De 1998 a 2002, ela serviu como curadora em St Mary the Virgin, Mortlake com East Sheen, na Diocese de Southwark. De 2002 a 2004, ela foi capelã da Royal Academy of Music e da St Marylebone C of E School. Em 2004, ela deixou o ministério de tempo integral para criar seus filhos. De 2004 a 2011, ela obteve permissão para oficiar na Diocese de Peterborough. Francis-Dehqani também trabalhou na Capelania Multi-Religiosa da Universidade de Northampton por um ano.
Em 2011, Francis-Dehqani retornou ao ministério em tempo integral, tendo sido nomeada Oficial de Treinamento de Curadores para a Diocese de Peterborough. Ela também foi nomeada Conselheira da diocese para o Ministério Feminino em 2012. De 2013 a 2017, ela foi Membro do Sínodo Geral; ela foi posteriormente membro sufragânea eleita, 2019-2021, e ex officio como diocesana a partir de 2021. Ela foi nomeada cônego honorário da Catedral de Peterborough em novembro de 2016.

### Ministério episcopal
Em 11 de julho de 2017, foi anunciado que Francis-Dehqani se tornaria o primeiro bispo de Loughborough, o único bispo sufragâneo da Diocese de Leicester. Além de seus deveres sufragâneos, ela também tinha "um foco em apoiar o clero negro, asiático e de minorias étnicas (BAME), trabalhadores leigos e congregações" dentro da diocese. Ela foi consagrada bispo durante um serviço na Catedral de Canterbury em 30 de novembro de 2017, pelo Arcebispo Justin Welby; após sua consagração, a Bispa Guli deixou a catedral carregando o báculo usado pela primeira vez por seu pai na Diocese do Irã e na Província de Jerusalém e Oriente Médio. Isso a tornou a primeira mulher bispo de uma comunidade étnica minoritária na Igreja da Inglaterra.
Foi anunciado em 17 de dezembro de 2020 que Francis-Dehqani seria transferido para Chelmsford em 2021, tornando-se bispo diocesano da Diocese de Chelmsford (East London e Essex). Sua eleição canônica pelo colégio de cônegos da Catedral de Chelmsford ocorreu por teleconferência em 26 de janeiro de 2021. Ela foi confirmada de sua eleição, pela qual legalmente assumiu sua nova sé, em 11 de março de 2021.
Ela se juntou à Câmara dos Lordes como uma das Lordes Espirituais, sob a Lei das Lordes Espirituais (Mulheres) de 2015 em 1 de novembro de 2021. Em maio de 2023, ela foi uma das três bispas a participar da coroação de Carlos III e Camila. Após a renúncia de Justin Welby, a bispa Francis-Dehqani foi apontada como um dos possíveis sucessores como Arcebispo da Cantuária, como a primeira mulher arcebispa.
Guli é vice-presidente da Conferência das Igrejas Europeias desde 2018, vice-presidente do Church Army e a Bispa Principal da Igreja da Inglaterra para Habitação, além de membra do Conselho e curadora do St Mellitus College.

### Opiniões
Em 2023, ela foi uma dos 44 bispos da Igreja da Inglaterra que assinaram uma carta aberta apoiando o uso das Orações de Amor e Fé (ou seja, bênçãos para casais do mesmo sexo) e pediu que "Orientações fossem emitidas sem demora, incluindo a remoção de todas as restrições ao clero que celebra casamentos civis entre pessoas do mesmo sexo e aos bispos que ordenam e licenciam esse clero".
Ela é crítica da política de imigração no Reino Unido. Ela disse que o apoio das igrejas aos requerentes de asilo não deve ser visto como uma solução mágica. Depois do comentário do primeiro-ministro Keir Starmer de que a Grã-Bretanha estava se tornando uma "ilha de estranhos", a bispa respondeu dizendo que os imigrantes "não são 'estranhos', mas amigos que participam e contribuem plenamente enquanto adoramos, servimos e vivemos a vida juntos".

## Vida pessoal
Ela é casada com Lee Francis-Dehqani, um padre e cônego anglicano: na época de sua nomeação como bispo, ele servia como Reitor da Equipe de Oakham e Reitor Rural de Rutland e, em 2018, foi nomeado Reitor da Equipe Fosse na Diocese de Leicester. Juntos, eles têm três filhos.

## Obras
- Stations of the Resurrection, Encounters with the Risen Christ (com Malcolm Guite) 2023, ISBN 9781781404539
- Cries for a Lost Homeland: Reflections on Jesus' sayings from the cross (com Samuel Wells e David Monteith) ISBN 9781786223838
- Reflections for Lent 2021: 17 February - 3 April 2021 (com Graham James, Mark Oakley e Margaret Whipp) 2020, ISBN 978-1781401828
- Reflections for Advent 2021: 29 November - 24 December 2021 (com Stephen Cottrell) 2021, ISBN 978-0715124000